# اکساشیهیر، کارامان
اکساشیهیر، کارامان (به لاتین: Akçaşehir, Karaman) یک منطقهٔ مسکونی در ترکیه است که در استان قرامان واقع شده‌است.

## خصوصیات
اکساشیهیر ۲٬۴۰۹ نفر جمعیت دارد و ۱٬۰۱۰ متر بالاتر از سطح دریا واقع شده‌است.